# Vellozia seubertiana
Vellozia seubertiana är en enhjärtbladig växtart som beskrevs av Goethart och Johannes Jan Theodoor Henrard. Vellozia seubertiana ingår i släktet Vellozia och familjen Velloziaceae. Inga underarter finns listade.